# Piper Perabo
Piper Perabo (Dallas (Texas), 31 d'octubre de 1976) és una actriu estatunidenca, coneguda principalment pel seu paper a Coyote Ugly. L'any 2001 va obtenir el premi MTV Movie Award per la seva interpretació de la cançó de Blondie "One Way Or Another" en aquesta pel·lícula.

## Biografia
La seva mare (Mary Charlotte Ulland) era una fisioterapeuta noruega, i el seu pare (George William Perabo) un professor portuguès, els quals li van posar el nom en referència a l'actriu Piper Laurie. Té dos germans: Adam i Noah.
La família es va traslladar a Toms River (Nova Jersey), on va estudiar a l'institut High School North. Allà va actuar en diversos musicals: How to Succeed in Business Without Really Trying, Me and My Girl, Mame, i Meet Me In St. Louis. També va ser presidenta de la National Honor Society, editora de la revista literària de l'escola ("Polaris"), i ballarina durant els partits de futbol americà amb les Marinerettes.
Just després de graduar-se l'any 1994 va marxar a Nova York i va iniciar la seva carrera cinematogràfica amb Single Spaced (1997). Va mentir al càsting de la comèdia Whiteboys (1999) dient que sabia rapejar, per tal d'aconseguir el paper; va ser el seu primer rol important.
Va estudiar Interpretació a la Universitat d'Ohio.
L'any 2009 va interpretar Carly a l'obra de teatre de Neil LaBute Reasons To Be Pretty, a Broadway.
És vegetariana, i és copropietària del bar-restaurant Employees Only, a Nova York.

S'ha relacionat sentimentalment amb Brandon Emerson, la cantant de country LeAnn Rimes (Coyote Ugly), l'actor Andrew Keegan, i l'actriu Elisha Cuthbert.
| « | Crec que estimes a qui estimes, i hi ha persones a qui estimes que la gent no entendrà perquè; però això realment no importa. | » |

## Filmografia

### Cinema
- 1998: Single Spaced
- 1999: Knuckleface Jones
- 1999: Whiteboyz
- 2000: Coyote Ugly
- 2000: Les aventures de Rocky i Bullwinkle
- 2001: Lost and Delirious
- 2002: Fum-li canya, que és francesa (Slap Her... She's French)[6]
- 2002: Flowers
- 2003: Cheaper by the Dozen
- 2003: The I Inside
- 2004: Perfect Opposites
- 2004: George and the Dragon
- 2005: Imagina't tu i jo
- 2005: Perception
- 2005: La cova maleïda (The Cave)
- 2005: Edison: Ciutat sense llei (Edison)
- 2005: Good Morning Baby
- 2005: Cheaper by the Dozen 2
- 2006: 10th & Wolf
- 2006: The Prestige
- 2006: First Snow
- 2006: Karas: The Prophecy
- 2007: Perquè ho dic jo
- 2007: In Vivid Detail
- 2008: Beverly Hills Chihuahua
- 2008: The Lazarus Project
- 2009: Infectats
- 2009: Sordid Things
- 2010: Ashes
- 2012: Looper
- 2015: Into the Grizzly Maze
- 2017: Black Butterfly
- 2017: Tough love
- 2019: Angel Has Fallen
- 2020: Spontaneous

### Televisió
- 2007: House (1 episodi)
- 2008: The Prince of Motor City
- 2009: Law & Order: Criminal Intent (1 episodi)
- 2010-2014: Covert Affairs
- 2013: Go on
- 2016: Notorious
- 2019: Turn Up Charlie
- 2020: Penny Dreadful: City of Angels
- 2021: The Big Leap
- 2021-present: Yellowstone
- 2022: Billions